# باران طلایی (سرده)
باران طلایی (نام علمی: Koelreuteria) نام یک سرده از تیره ناترکیان است.